# NEIL1
NEIL1 (англ. Nei like DNA glycosylase 1) – білок, який кодується однойменним геном, розташованим у людей на короткому плечі 15-ї хромосоми. Довжина поліпептидного ланцюга білка становить 390 амінокислот, а молекулярна маса — 43 684.
| 10         |  | 20         |  | 30         |  | 40         |  | 50         |
| ---------- |  | ---------- |  | ---------- |  | ---------- |  | ---------- |
| MPEGPELHLA |  | SQFVNEACRA |  | LVFGGCVEKS |  | SVSRNPEVPF |  | ESSAYRISAS |
| ARGKELRLIL |  | SPLPGAQPQQ |  | EPLALVFRFG |  | MSGSFQLVPR |  | EELPRHAHLR |
| FYTAPPGPRL |  | ALCFVDIRRF |  | GRWDLGGKWQ |  | PGRGPCVLQE |  | YQQFRENVLR |
| NLADKAFDRP |  | ICEALLDQRF |  | FNGIGNYLRA |  | EILYRLKIPP |  | FEKARSVLEA |
| LQQHRPSPEL |  | TLSQKIRTKL |  | QNPDLLELCH |  | SVPKEVVQLG |  | GKGYGSESGE |
| EDFAAFRAWL |  | RCYGMPGMSS |  | LQDRHGRTIW |  | FQGDPGPLAP |  | KGRKSRKKKS |
| KATQLSPEDR |  | VEDALPPSKA |  | PSRTRRAKRD |  | LPKRTATQRP |  | EGTSLQQDPE |
| APTVPKKGRR |  | KGRQAASGHC |  | RPRKVKADIP |  | SLEPEGTSAS |  |            |

A: Аланін

C: Цистеїн

D: Аспарагінова кислота

E: Глутамінова кислота

F: Фенілаланін

G: Гліцин

H: Гістидин

I: Ізолейцин

K: Лізин

L: Лейцин

M: Метіонін

N: Аспарагін

P: Пролін

Q: Глутамін

R: Аргінін

S: Серин

T: Треонін

V: Валін

W: Триптофан

Кодований геном білок за функціями належить до ліаз, гідролаз, глікозидаз. 
Задіяний у таких біологічних процесах, як пошкодження ДНК, репарація ДНК. 
Білок має сайт для зв'язування з ДНК. 
Локалізований у цитоплазмі, цитоскелеті, ядрі, хромосомах.